# Peronne Boddaert
Peronne Pauline (Peet/Pee) Boddaert (Rotterdam, 19 augustus 1969 – Amsterdam, 5 maart 2007) was een Nederlandse predikante die tot de Remonstrantse Broederschap behoorde. Van dit vrijzinnig-protestantse kerkgenootschap was zij lid van het moderamen van het convent van predikanten. Voorts was ze landelijk voorzitter van de interreligieuze organisatie IARF.

## Familie
Peronne Boddaert werd geboren als dochter en enig kind van jhr. R.J.H. Boddaert (1939) en L.L.B. van der Lek (1929). Zij was ongehuwd, alleenstaand en is kinderloos gebleven.

## Levensloop
Afkomstig uit een adellijk, remonstrants en rijk, van oorsprong Zeeuws geslacht studeerde ze theologie aan de Rijksuniversiteit Leiden en rondde deze universitaire studie in 1996 af. Ze werd daarop predikant in Delft en vertrok in 2000 naar de Verenigde Staten. In dat land was zij in eerste instantie betrokken bij de coördinatie van kerkelijke vrijwilligers. Later was zij er werkzaam voor de International Association for Religious Freedom (IARF), een interreligieuze niet-gouvernementele organisatie die zich inzet voor godsdienstvrijheid en opkomt voor de rechten van religieuze minderheden. Voor de IARF ontwikkelde ze programma's en deed ze aan fondswerving.
Teruggekeerd in Nederland in 2003 werd ze predikante bij de Religieuze kring Aerdenhout (in de gelijknamige plaats Aerdenhout) en vervolgens vanaf 2005 in Lunteren bij de Nederlandse Protestanten Bond, haar laatste standplaats. Ze woonde niet in Lunteren maar in Amsterdam. De reis van haar huis aan het Amsterdamse Rapenburg naar Lunteren legde zij af in haar grote liefde, een rode Alfa Romeo Spider.
Boddaert was een spiritueel ingestelde predikante die religieuze tolerantie hoog in haar vaandel had staan en sterk was gericht op de interreligieuze dialoog. Zo was ze voorzitter van de Nederlandse afdeling van de eerder genoemde IARF en woonde ze voor deze internationale interreligieuze organisatie geregeld allerlei buitenlandse vergaderingen bij, onder meer in de VN-standplaatsen Genève en New York. Ook organiseerde ze op het interreligieuze vlak bijeenkomsten bij haar thuis. Religieuze afpalingen zeiden haar niet zoveel, de rituelen van de diverse godsdiensten konden haar echter wel bekoren.
Boddaert bewoog zich ook veelvuldig buiten religieuze kringen. Ze kwam geregeld op de Industrieele Groote Club, een soort gezelligheidsvereniging voor de top van het Amsterdamse bedrijfsleven. Ook was ze Dame in de Johanniter Orde in Nederland.
Ze had last van een zwakke gezondheid veroorzaakt door een chronisch geringe eetlust. In februari 2007 liep Peronne Boddaert in Tallinn (Estland) tijdens een van haar IARF-besprekingen een besmetting op met het legionella-virus. De longontsteking die dit tot gevolg had en haar verminderde lichamelijke weerstand bleken een fatale combinatie en leidden tot haar overlijden op 37-jarige leeftijd. Ze werd op 12 maart 2007 te Rotterdam bijgezet in het familiegraf.
De vader van Peronne, eigenaar en directeur van het Rotterdamse Handelslaboratorium 'Dr A. Verwey', was te zien in de in 1990 uitgezonden Vara-serie 'Roets in Rotterdam' van Jop Pannekoek.